# University of Mines and Technology

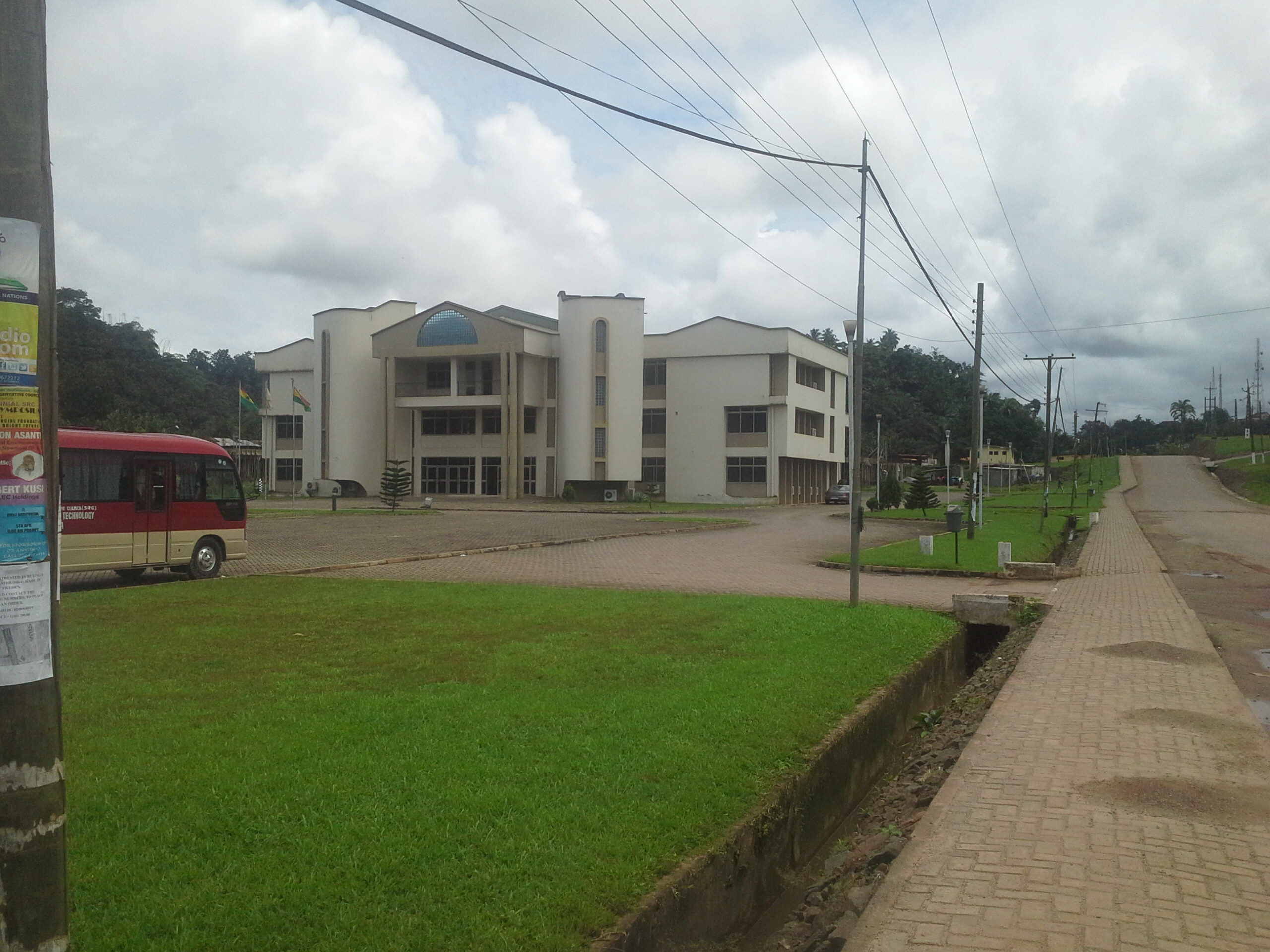
Auditorium der Universität (2014)

Die University of Mines and Technology, Tarkwa (dt. Universität für Bergbau und Technologie; kurz: UMaT) ist eine am 1. Oktober 2001 gegründete Universität in Tarkwa in der Western Region in Ghana. Die UMaT wurde aus der Fakultät für Bergbau der Kwame Nkrumah University of Science and Technology (KNUST) gebildet. Sie ist die zweitjüngste Universität Ghanas nach dem Ghana Telecom University College.
Die UMaT ist in ihrer Ausbildungsrichtung eine in Westafrika einzigartige Ausbildungseinrichtung, die mit ihrer Lage in der Nähe einer ertragreichen Goldlagerstätte wichtige Voraussetzungen hat. Bereits seit 1982 sind die damals noch zur KNUST gehörenden Fakultäten, die heute die UMaT bilden. als Lehrstätten eröffnet.

## Fakultäten
Die UMaT ist in zwei Fakultäten unterteilt. Die Fakultät für Ingenieurwissenschaften ist unterteilt in die Abteilung für Elektronische Ingenieurwissenschaften und Mechanische Ingenieurwissenschaften. Dekan der Fakultät ist Elias Kwasi Asiam.
Die Fakultät für Bodenschätze ist unterteilt in die Abteilungen Geologie, Bergbau, Mineralogie und Geomatik. Dekan der Fakultät ist Newton Amegbey.